# Baião (baião)
Baião é uma composição musical criada por Luiz Gonzaga, usada como tema e introdução ao ritmo homônimo criado por ele.
Sua primeira estrofe assim diz:

Eu vou mostrar pra vocês

como se dança o baião

e quem quiser aprender

é favor prestar atenção.
A letra não foi feita apenas para ensinar os passos da dança; ela também expressa amor e preferência do compositor pelo baião em comparação a outros ritmos.
Eu já dancei balancê,

xamego, samba e xerém

mas o baião tem um quê

que as outras danças não têm...
Por isso eu quero afirmar

com toda convicção

que sou doido pelo baião.

## Andamento
Para se inserir no ritmo proposto, a letra é toda em redondilha menor, em conjunto peônio - molosso.